# William Harnett

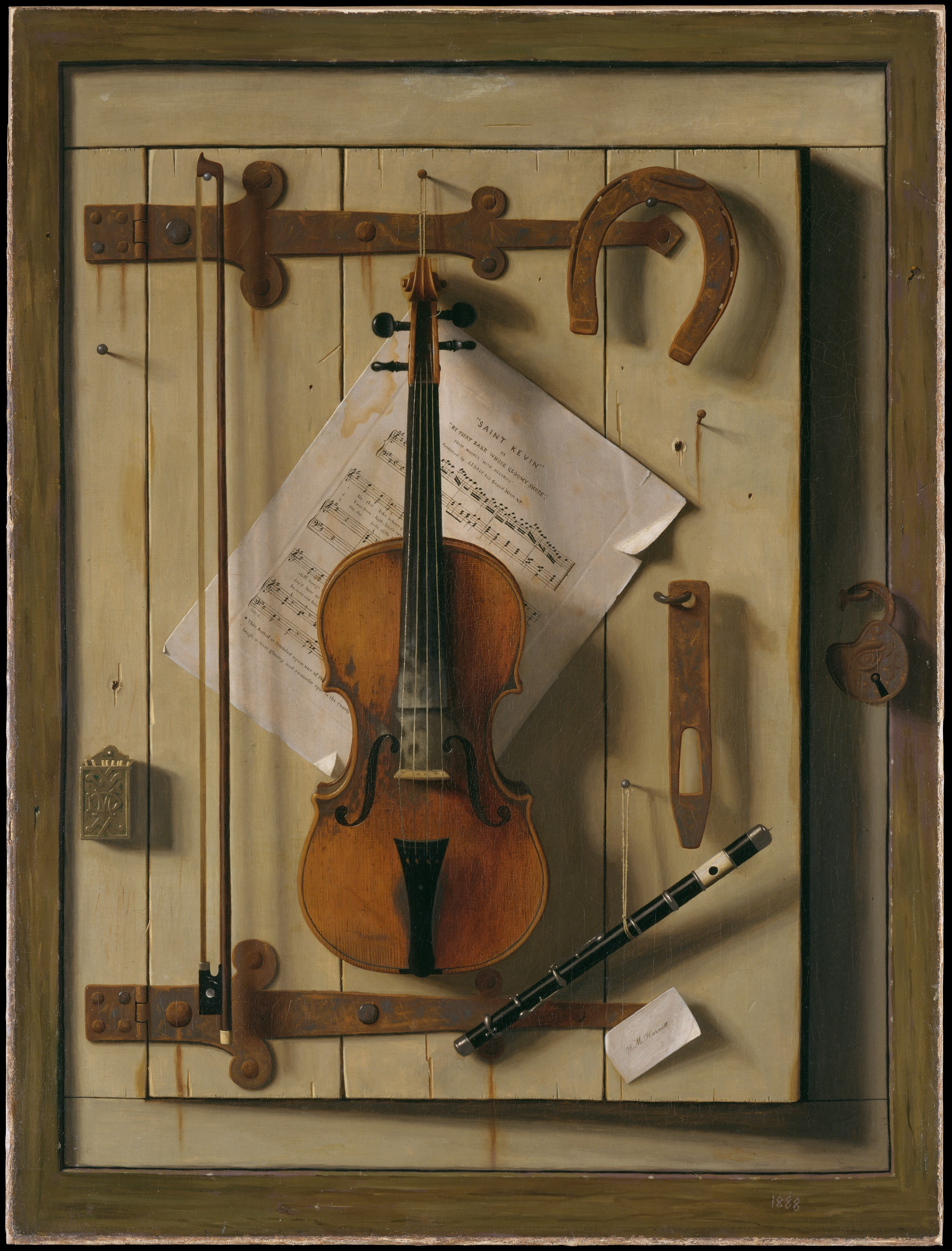
Stilleben - fiol och musik, 1888.

William Michael Harnett, född den 10 augusti 1848 i Clonakilty, Irland, död den 29 oktober 1892 i New York, var en irländsk-amerikansk målare, känd för sina trompe l'œil-stilleben.

## Biografi
Harnett föddes på Irland under tiden för av massvält. Kort efter hans födelse emigrerade hans familj till Amerika och bosatte sig i Philadelphia. Bliven en amerikansk medborgare 1868, försörjde han sig som en ung med att göra gravyrmönster på bordssilver samtidigt som han tog kvällskurser på Pennsylvania Academy of Fine Arts och senare i New York, på Cooper Union och på nationella Academy of Design. Hans första kända oljemålning, ett stilleben, är från 1874.
Stilen i trompe l'oeil-målning som Harnett utvecklade var distinkt och inspirerade många imitatörer, men de var inte unika. Ett antal holländska 1800-talsmålare, som t. ex. Pieter Claesz, hade specialiserat sig på bordsstilleben av häpnadsväckande realism och Raphaelle Peale, som arbetar i Philadelphia i början av 1800-talet var pionjär på området i Amerika. Det som sätter Harnetts arbete i särklass var, förutom hans stora skicklighet, hans intresse för att skildra föremål som vanligtvis inte var förebild för en målning.
Harnett målat musikinstrument, hängande spel och kannor, men också den okonventionella Golden Horseshoe (1886), en rostig hästsko uppspikad på en träskiva. Han målade ett avslappat virrvarr av begagnade böcker som ligger ovanpå en låda, samt skjutvapen. Hans verk sålde bra, men de fanns oftare hängande på en krog eller ett företagskontor än i ett museum, eftersom de inte överensstämmer med de samtida föreställningarna om stor konst.
Sammantaget är Harnetts arbete mest jämförbart med den något yngre John F. Peto. De två konstnärerna kände varandra, och en jämförelse kan göras mellan två målningar med violiner. Harnetts Music and Good Luck från 1888 visar fiol hänger upprätt på en dörr med utsmyckade gångjärn och med ett något sönderrivet notblad bakom. Elementen är anordnade på ett stabilt, medvetet sätt. Petos målning, 1890, visar en fiol hängande snett, med en bruten sträng. Noterna har hundöron och är trasiga runt kanterna, och placerade slumpmässigt bakom instrumentet. Gångjärnen är mindre utsmyckade, och ett är trasigt. Harnetts bruksföremål visar tecken på användning, men är välbevarade, medan Petos objekt är nästan utslitna.
Förlamande reumatism plågade Harnett under hans sista år, vilket minskade antalet, men inte kvaliteten på hans målningar. Han dog i New York 1892. Andra konstnärer som målade liknande kompositioner i Harnetts efterföljd var hans samtida John Haberle och efterträdare som Otis Kaye och Jefferson David Chalfant.